# Spužva Bob Skockani: Spužva u bijegu
Spužva Bob Skockani: Spužva u bijegu treći je film iz franšize o Spužva Bobu Skockanom.

## Sinkronizacija

### Glasove posudili
- Spužva Bob i Kalamarko: Daniel Dizdar
- Patrik i g. Klještić: Robert Bošković
- Kadulja: Ivan Colarić
- Plankton: Nikola Marjanović
- Poseidon: Dražen Čuček
- Luna: Karmen Sunčana Lovrić
- Tajnik: Mladen Badovinac

### Ostali glasovi
- Vojko Vrućina
- Domagoj Jakopović Ribafish
- Robert Ugrina
- Drago Celizić
- Frano Ridjan
- Dora Jakobović
- Lorena Nosić
- Nancy Abdel Sakhi
- Darin Pavišić
- Božo Kelava
- Mihael Pal
- Marta Simikić
- Boris Barberić
- Marko Jelić
- Martina Kapitan Bregović
- Božidar Peričić
- Tin Rožman
- Nikica Viličić
- Damir Keliš
- Maša Pocrnić

### Tehnička obrada
- Studio: Duplicato Media d.o.o.
- Režija: Tomislav Rukavina
- Režija vokalnih izvedbi: Martina Kapitan Bregović
- Prijevod i adaptacija: Tomislav Rukavina
- Stihovi: Tomislav Rukavina